# Pristimantis acatallelus
Espèce
Synonymes
- Eleutherodactylus acatallelus Lynch & Ruíz-Carranza, 1983

Statut de conservation UICN

 LC  : Préoccupation mineure
Pristimantis acatallelus est une espèce d'amphibiens de la famille des Craugastoridae.

## Répartition
Cette espèce est endémique de Colombie. Elle se rencontre dans les départements de Cauca et de Risaralda entre 2 000 et 2 600 m d'altitude sur le versant Ouest de la cordillère Occidentale.

## Publication originale
- Lynch & Ruíz-Carranza, 1983 : New frogs of the genus Eleutherodactylus from the Andes of southern Colombia. Transactions of the Kansas Academy of Science, vol. 86, no 1, p. 99-112.